# アルブレヒト・オイゲン・フォン・ヴュルテンベルク
アルブレヒト・オイゲン・フォン・ヴュルテンベルク（Albrecht Eugen Herzog von Württemberg, 1895年1月8日 - 1954年6月24日）は、ドイツ・ヴュルテンベルク王国の王族、ヴュルテンベルク公（Herzog von Württemberg）。

## 生涯

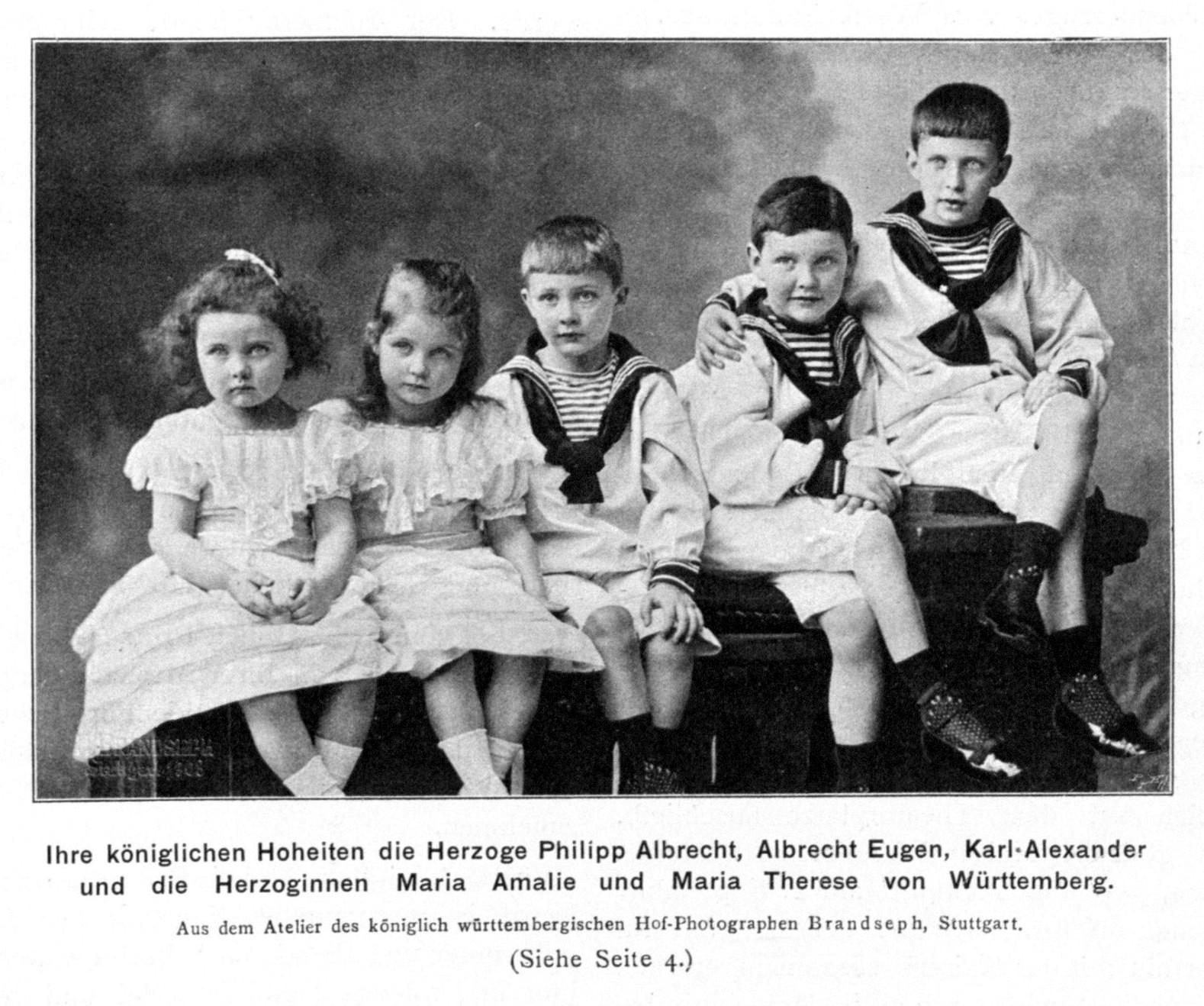
アルブレヒト・オイゲン（右から2番目、1903年）

ヴュルテンベルク公アルブレヒトとその妻のオーストリア大公女マルガレーテ・ゾフィーの間の第2子、次男として生まれた。全名はアルブレヒト・オイゲン・マリア・フィリップ・カール・ヨーゼフ・フォルトゥナートゥス（Albrecht Eugen Maria Philipp Carl Joseph Fortunatus）。
1922年、ヴュルテンベルク王ヴィルヘルム2世の遺言により、上シレジア地方のカールスルーエ（現在のポーランド領オポーレ県ナムィスウフ郡ポクイ）の所領を相続した。父と兄フィリップ・アルブレヒトが王家の家督を継ぐのに対し、アルブレヒト・オイゲンは1903年にニコラウス公が死去して以来、相続人の絶えていたカールスルーエを伝領することを定められたのである。
1924年1月24日にバート・メルゲントハイムにおいて、ブルガリア王ボリス3世の妹ナデジダと結婚した。夫妻は1928年頃までカールスルーエ城で暮らしたが、その後は実家のヴュルテンベルクに居を移している。1945年の春、赤軍の占領によってアルブレヒト・オイゲンはカールスルーエの所領を失った。1954年、グミュント（バーデン＝ヴュルテンベルク州シュトゥットガルト行政管区オストアルプ郡）で死去した。

## 子女
妻のブルガリア王女ナデジダとの間に3男2女5人の子女をもうけた。
- フェルディナント・オイゲン・アルブレヒト・マリア・ヨーゼフ・イヴァン・リルスキ・フィリップ・アウグスト・クレメンス・カール・ロベルト・ルートヴィヒ・ボリス・キリル・フランツ・デ・パウラ（1925年 - 2020年）
- マルガレータ・ルイーゼ・オイドクシエ・ナデイーダ・マリア・ヨーゼファ・アルベルティーネ・テレーゼ・アメーリエ・エリーザベト・ベネディクタ・ローザ・カタリーナ・エリーザベタ・ボナ（1928年 - 2017年） - 1970年、シュヴィニー子爵フランソワ・ジョルジュ・マリー・ルース＝バイイと結婚
- オイゲン・エーバーハルト・アルブレヒト・マリア・ヨーゼフ・イヴァン・リルスキ・ロベルト・ウルリヒ・フィリップ・オド・カール・フーベルト（1930年 - 2022年） - 1962年にオーストリア大公女アレクサンドラ[注釈 1]と結婚（1972年離婚）
- アレクサンダー・オイゲン・フィリップ・アルブレヒト・フェルディナント・マリア・ヨーゼフ・イヴァン・リルスキ・ヨハンネス・ヨーゼフ・フォン・クロイツ（1933年 - ）
- ゾフィー・オイドクシエ・ルイーゼ・ヨーゼファ・マルガレーテ・テレジア・フォム・キンデ・イェズ・コンラーダ・ドナータ（1937年 - ） - 1969年にAntonio Manuel Rôxo de Ramos-Bandeiraと結婚（1974年離婚）